# Mottesundet
Mottesundet är ett sund som ligger mellan Catoudden (på Bouvetön) och Larsøya. Sundet är omkring 150 meter brett.